# Phrynopus capitalis
Phrynopus capitalis é uma espécie de anfíbio anuro da família Craugastoridae. O seu estado de conservação é avaliado pela Lista Vermelha da UICN como espécie deficiente de dados. Está presente no Peru.